# Wipeout (computerspel)
Wipeout (gestileerd als wipE'out'') is een computerspel dat werd ontwikkeld en uitgegeven door Psygnosis. Het spel werd uitgebracht op 29 september 1995 en is het eerste spel in de Wipeout-serie.

## Spel
Het spel speelt zich af in 2052 waarbij spelers deelnemen in een race met anti-zwaartekracht-voertuigen. Uniek voor zijn tijd is het futuristische element in het spel. Er zijn vier raceteams waaruit kan worden gekozen. Elk voertuig heeft specifieke eigenschappen met betrekking tot acceleratie, topsnelheid, massa en draaicirkel. Tijdens de race kan de speler diverse voorwerpen oppakken zoals wapens, schilden, mijnen, turbo-boosts en raketten.
Er zijn zes racebanen die futuristische versies van wegen in landen als Canada, Verenigde Staten en Japan zijn. Nadat alle banen op de hoogste moeilijkheidsgraad zijn voltooid wordt een verborgen racebaan vrijgespeeld, een baan op Mars.
Het kan gespeeld worden tegen de computer of met twee spelers tegen elkaar.

## Platforms
- PlayStation (1995)
- Windows (1995)
- Sega Saturn (1996)

## Muziek
Wipeout bevat naast muziek van hoofdcomponist Tim Wright ook muziek van Leftfield, The Chemical Brothers en Orbital.

## Ontvangst
Het spel werd positief ontvangen in recensies. Wipeout werd geprezen om zijn originaliteit en technomuziek, kritiek was er op de spelfysica zoals het manoeuvreren van de voertuigen.
| Beoordeeld door           | Score    | Platform |
| ------------------------- | -------- | -------- |
| Edge                      | 8/10     | PS1      |
| Electronic Gaming Monthly | 7,125/10 | Saturn   |
| IGN                       | 8/10     | PS1      |
| Maximum                   | 5/5      | PS1      |
| Maximum                   | 4/5      | Saturn   |
| Next Generation           | 5/5      | PS1      |
| Next Generation           | 4/5      | Saturn   |

## Trivia
- Het spel is opgenomen in het boek 1001 Video Games You Must Play Before You Die van Tony Mott.